# Uwe Holtz
Uwe Holtz (ur. 19 marca 1944 w Grudziądzu) – niemiecki politolog i polityk, członek rady ONZ, od 1974 do 1994 roku przewodził komitetowi Bundestagu rozwoju i współpracy gospodarczej. Obecnie honorowy profesor Reńskiego Uniwersytetu Friedricha Wilhelma na instytucie nauki politycznej i socjologii, oraz honorowy obywatel Grudziądza. 